# Filip Duranski
Filip Duranski (* 17. červenec 1991, Skopje, Severní Makedonie) je severomakedonský fotbalový záložník.

## Fotbalová kariéra
Do Slavie přišel v mládežnických letech a prošel tedy několika mládežnickými kategoriemi, než se dostal do B-týmu a později i A-týmu. Na zkoušku do prvního týmu Slavie si jej pozval Karel Jarolím. Duranski se poté stal stabilním členem prvního týmu, do zápasu však zasáhl pouze jednou. V létě 2010 se poté opět stěhoval zpět do rezervy.Druhou šanci dostal poté v zimní přípravě pod trenérem Michalem Petroušem, nicméně v sezóně 2011/12 odehrál za první tým pouze jeden soutěžní zápas.